# コーパスクリスティ (哨戒フリゲート)
|          | |
| 艦歴     | |
| 発注     | |
| 起工     | 1943年7月17日                                                                                                   |
| 進水     | 1943年8月17日                                                                                                   |
| 就役     | 1944年1月29日                                                                                                   |
| 退役     | 1946年8月2日 |
| その後   | 1947年10月3日に売却                                                                                             |
| 除籍     | |
| 性能諸元 | |
| 排水量   | 基準 1,430トン 満載 2,415トン                                                                                   |
| 全長     | 303 ft 11 in (92.6 m)                                                                                           |
| 全幅     | 37 ft 6 in (11.4 m)                                                                                             |
| 吃水     | 13 ft 8 in (4.1 m)                                                                                              |
| 機関     | ボイラー3基 5,500軸馬力 タービン2基 2軸推進                                                                     |
| 最大速力 | 20ノット (37 km/h)                                                                                              |
| 航続距離 | |
| 乗員     | 190名 |
| 兵装     | 3インチ50口径対空砲3門 40mm機関砲 4門 20mm機関砲 9門 ヘッジホッグ 1基 対潜爆雷投射機（Y砲）8基 爆雷投下軌条 2条 |

コーパスクリスティ (USS Corpus Christi, PF-44) は、アメリカ海軍の哨戒フリゲート。タコマ級フリゲートの1隻。艦名はテキサス州コーパスクリスティに因む。

## 艦歴
コーパスクリスティは1943年7月17日にカリフォルニア州ウィルミントンのコンソリデーテッド・スチール社で起工した。1943年8月17日にC・ドリスコル夫人によって命名、進水し、1944年1月29日にサンペドロにおいて艦長W・W・チルドレス沿岸警備隊中佐の指揮下就役した
就役後太平洋艦隊に合流したコーパスクリスティは、7月18日にサンペドロを出航しヌメア、ケアンズ、パースに向かい7月18日に到着した。同地で潜水艦支援演習に参加し、第7艦隊潜水艦部隊指揮官の下訓練に従事した
コーパスクリスティはその功績によって2度賞賛されている。最初は1945年2月13日にインド洋で雷撃を受けたピーター・シルヴェスター (SS Peter Silvester) の生存者92名を救助した功績によるもので、この探索にはアメリカ海軍およびオーストラリア海軍の可能な限りの艦艇が参加した。もう一つはイギリス海軍の戦艦ハウ (HMS Howe, 32) に対して6月13日から15日にかけて給油を行った功績による。
コーパスクリスティは1945年8月27日にパースを出航、マヌス島、真珠湾を経由しサンペドロに10月3日到着した。ターミナル・アイランドでコーパスクリスティは気象観測艦に改修された。
コーパスクリスティは1946年4月15日から7月5日まで沿岸警備隊に貸与され、その後1946年8月2日に退役、1947年10月3日に売却された。